# Despertar contigo
Amo despertar contigo es una telenovela mexicana producida por Pedro Damián  para Televisa, transmitida por Las Estrellas en el 2016. Es una adaptación de la telenovela colombiana Pobre Pablo, transmitida por  RCN Televisión en el 2000. 
Protagonizada por Daniel Arenas y Ela Velden,  y con las participaciones antagónicas de Sara Corrales, Gonzalo Peña y Marcus Ornellas. Cuenta además con las actuaciones estelares de Aura Cristina Geithner, Enoc Leaño y Armando Silvestre.
El 7 de noviembre de 2016 la telenovela entró a su segunda etapa.

## Elenco
- Daniel Arenas - Pablo Herminio Leal Ventura
- Ela Velden - Maia Alcalá González
- Aura Cristina Geithner - Antonia Santamaría
- Enoc Leaño - Othón Alcalá
- Sara Corrales[5] - Cindy Johanna Reyna Hidalgo
- Gonzalo Peña - Federico Villegas Duarte
- Christian Chávez[6] - Cristian Leal Ventura
- Marcus Ornellas - Néstor Valenzuela / Néstor Leal
- Estefanía Villarreal - Frida Díaz de la Vega
- Alejandro Calva - Rafael Reyna
- Mara Cuevas - Carmen González
- Armando Silvestre - Silvestre Leal
- Leticia Huijara - Tulia Ventura Vda. de Leal
- Derrick James - Rocco
- Anna Ciocchetti - Cinthia Madrigal / Isaura Hidalgo de Reyna
- Rodrigo Murray - Eligio Vallejo
- Eloy Ganuza - Álvaro "El Negro"
- Arturo García Tenorio - Ismael
- Daniel Tovar - Rodolfo Soler
- Lucas Bernabé - Wilson
- Alejandro Valencia - Ferney
- Natasha Esca - Tatiana Vallejo Santamaría
- Claudio Báez - El Coronel
- Roberta Damián - Jenny Paola Leal Ventura
- Sebastián Poza - Abel "Mosquito" Rojas
- Isidora Vives - Rosalía
- Claudia Acosta - Rufina
- Luz Aldán - Flora
- Felipe Nájera - Machul
- Elizabeth Guindi - Zulema
- Polo Monárrez - Ulises
- César Bono - Tito
- Bárbara Torres - Monja
- Polly - Matilde
- Patricia Martínez - Irma
- Francisca Lachapel - Orquídea / Amanda Bandida
- Alejandro Fernández (Alex Strecci) - Choper
- Pilar Pellicer - Participación especial
- Maluma - Él mismo
- Manuel Alanis - Gael Alcalá González

## Producción
Las grabaciones comenzaron el 17 de mayo de 2016 en una localización ubicada al sur de la Ciudad de México. Y concluyeron oficialmente el 14 de noviembre.

## Premios y nominaciones

### TV Adicto Golden Awards
| Año  | Categoría                         | Nominados    | Resultado |
| ---- | --------------------------------- | ------------ | --------- |
| 2016 | Relevación femenina               | Ela Velden   | Ganadora  |
| 2016 | Mejor telenovela de corte popular | Pedro Damian | Ganador   |

### Premios TVyNovelas 2017
| Categoría              | Persona         | Resultado |
| ---------------------- | --------------- | --------- |
| Mejor actriz coestelar | Leticia Huijara | Nominada  |
| Mejor reparto          | Pedro Damián    | Nominado  |

## Versiones
- Pobre Pablo producida por RCN Televisión en el 2000, protagonizada por Roberto Cano y Carolina Acevedo.